# Tưởng tượng

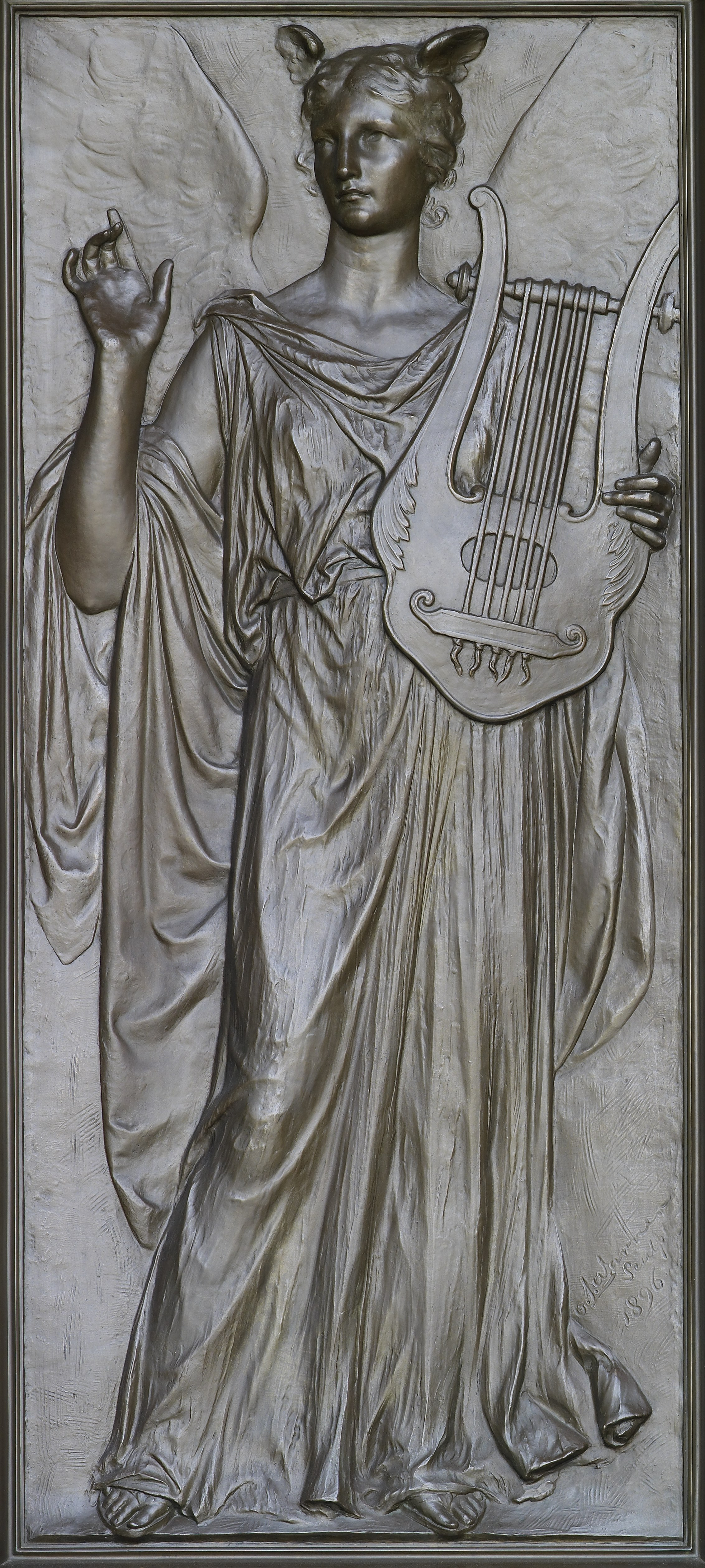
Tác phẩm Tưởng tượng (1896) của nghệ nhân Olin Levi Warner. Thư viện Quốc hội Mỹ Thomas Jefferson Building, Washington, D.C.

Tưởng tượng là khả năng hình thành các hình ảnh, cảm giác, khái niệm trong tâm trí khi không nhận thức đối tượng đó thông qua thị giác, thính giác hoặc các giác quan khác. Tưởng tượng là công việc của tâm trí, giúp cung cấp ý nghĩa cho kinh nghiệm và tri thức, là cơ sở cho việc nhận thức thế giới, nó cũng đóng một vai trò quan trọng trong quá trình học tập. Phương pháp rèn luyện trí tưởng tượng thường gặp là nghe kể chuyện (kể chuyện), trong đó ngôn từ là yếu tố cơ bản để "sáng tạo thế giới".
Tưởng tượng là khả năng mà qua đó chúng ta nhận thức thế giới. Những gì chúng ta sờ, nghe, thấy được tổng hợp bằng tưởng tượng để tạo ra một "bức tranh toàn cảnh".
Tưởng tượng được coi là khả năng bẩm sinh
Trí tưởng tượng cũng có thể được thể hiện qua những câu chuyện chẳng hạn như truyện cổ tích hay hình ảnh tưởng tượng. Hầu hết các phát minh nổi tiếng hoặc các sản phẩm giải trí được tạo ra từ cảm hứng của trí tưởng tượng của một người nào đó.
Về việc sự tiến hóa khả năng tưởng tượng ở nhân loại, có một giả thuyết cho rằng: "Cơ sở của tiến hóa tưởng tượng là tưởng tượng cho phép ý thức có thể mô phỏng giải quyết vấn đề trong tâm trí"
Trẻ em rèn luyện trí tưởng tượng khi nghe kể chuyện hoặc trò chơi giả vờ. Trong trò chơi, trẻ em chơi với những gì chúng tạo ra bằng trí tưởng tượng, hoặc chơi trong một bối cảnh tưởng tượng mà chính chúng tạo ra hoặc đã tồn tại như thần thoại, truyền thuyết.